# Sarufutsu
Sarufutsu (猿払村?) è un villaggio giapponese della prefettura di Hokkaidō.